# The Johnny Cash Children's Album
The Johnny Cash Children's Album je album Johnnyja Casha, objavljen 1975. u izdanju Columbia Recordsa. Kao što to i sam naslov implicira, sastoji se od pjesama za djecu. Pjesma "Tiger Whitehead" kasnije je objavljena na Cashovu postumnom albumu Personal Files iz 2006. Većinu pjesama s albuma Cash nije izvodio prije. "Old Shep" je, između ostalih, izvodio Elvis Presley. Album je 2006. ponovno izdan pod etiketom Legacy Recordingsa, s četiri bonus pjesme, uključujući "My Grandfather's Clock" Henryja Claya.

## Popis pjesama
1. "Nasty Dan" (Jeff Moss) – 2:07
2. "One and One Makes Two" (Jerry Moss) – 2:24
3. "I Got a Boy (and His Name is John)" (Cash) – 2:55
4. "Little Magic Glasses" (Cash) – 2:22
5. "Miss Tara" (Cash) – 2:08
6. "Dinosaur Song" (Cash, June Carter Cash) – 1:28
7. "Tiger Whitehead" (Cash, Nat Winston) – 3:13
8. "Call of the Wild" (Billy Mize) – 2:54
9. "Little Green Fountain" (Cash/Cash) – 1:50
10. "Old Shep" (Red Foley) – 2:25
11. "The Timber Man" (Cash) – 2:49

### Bonus pjesme
1. "There's a Bear in the Woods" (Cash) – 2:23
2. "Grandfather's Clock" (Henry Clay Work) – 3:40
3. "Ah Bos Cee Dah" (Cash) – 2:35
4. "Why is a Fire Engine Red" (Cash) – 1:20

## Vanjske poveznice
- Podaci o albumu i tekstovi pjesama